# Nemorilla trivittata
Nemorilla trivittata là một loài ruồi trong họ Tachinidae.